# Il Casanova di Federico Fellini
Il Casanova di Federico Fellini è un film del 1976 diretto da Federico Fellini con Donald Sutherland, vincitore dell'Oscar ai migliori costumi.

## Trama
A Venezia si celebra, in presenza del doge, l’apertura del carnevale con il volo dell’angelo e il tentativo di far emergere dal Canal Grande una gigantesca effigie del capo della dea Luna. L'operazione fallisce con la caduta del busto nell’acqua, segno di cattivo auspicio.

Margareth Clémenti interpreta suor Maddalena

Al di fuori del tripudio carnevalesco, Giacomo Casanova riceve una lettera con l’invito di suor Maddalena a recarsi presso la villetta dell’ambasciatore francese a Venezia all’interno della quale i due amanti si esibiscono in una sorta di danza rituale caratterizzata da una coreografia abbastanza complessa fino ad arrivare all’amplesso vero e proprio, molto simile ad un esercizio ginnico. Scandito dal ritmo di un carillon con la forma di un uccello meccanico, che Casanova porta sempre con sé, l’incontro avviene sotto lo sguardo dell’ambasciatore, amante della suora, nascosto dietro una parete. Prima di congedarsi, Casanova si raccomanda al padrone di casa per ottenere un impiego in Francia.
Di ritorno dalla sua avventura con suor Maddalena, Casanova viene arrestato e processato dal tribunale dell'Inquisizione con diverse accuse, tra le quali l’esercizio della magia nera. Condotto in carcere, rievoca l’incontro con Annamaria, giovane operaia di una sartoria, anemica, spesso soggetta a svenimenti.

Cicely Browne è la marchesa Durfé

Una volta evaso dal carcere dei Piombi, Casanova lascia Venezia per dirigersi a Parigi dove frequenta il salotto della marchesa Durfé, estimatrice di arti esoteriche. L’attempata marchesa, convinta che Casanova sia a conoscenza del segreto della pietra filosofale, gli chiede di essere fecondata al fine di rinascere in un uomo che vivrà per sempre. L’ospite veneziano esegue con la marchesa un rito d’iniziazione al sesso con la complicità di Marcolina, già compagna di suo fratello, un ex abate (rivisto casualmente in seguito a un incidente in carrozza).
Due anni dopo, a Forlì, Casanova accetta di fare da protettore ad Enrichetta, una ragazza francese che solitamente si traveste con abiti maschili, amante di un capitano ungherese più anziano di lei. Successivamente, entrambi ospiti a Parma nella lussuosa residenza del marchese Du Bois, definito “un eccentrico galantuomo dagli incerti confini amorosi”, assistono a un’operina in cui si esibisce lo stesso Du Bois. La partenza improvvisa di Enrichetta lascia Casanova in uno stato di totale disperazione.
A Londra, dopo un furioso litigio avvenuto all’interno di una carrozza con la sua giovane sposa Charpillion e la relativa madre, Casanova si ritrova abbandonato per strada e tenta il suicidio immergendosi nelle acque del fiume Tamigi, fin quando non gli appare la figura di una donna enorme accompagnata da due nani che desta la sua curiosità. Quindi scopre l'esistenza di un circo itinerante di cui la gigantessa è un’attrazione.

La sfida tra Casanova e Righetto

Dopo aver reso visita al papa, Casanova si reca alla festa organizzata a Roma dall'ambasciatore inglese Lord Talou che propone una sfida tra lo stesso Casanova e il cocchiere del principe Del Brando, Righetto, anche lui noto per le non consuete prodezze amatorie. Dapprima riluttante, Casanova, persuaso dagli elogi di una nobildonna inglese, accetta la sfida che si trasforma in un confronto tra due esibizioni ginniche in cui ciascuno degli sfidanti è impegnato a possedere due partner scelte tra gli ospiti della festa. La scelta di Casanova cade su Romana, definita “la più bella delle modelle di Roma”, mentre la nobildonna si offre spontaneamente a fare da partner per Righetto. La sfida si svolge alla presenza di una folla esultante e pronta a scommettere. Alla fine Casanova, fortemente stremato, viene dichiarato vincitore e portato in trionfo dalla folla.
A Berna, in Svizzera, Casanova s’invaghisce di Isabella, figlia dell’entomologo Moebius, alla quale chiede di seguirlo nel suo viaggio verso Dresda. All’indomani, Casanova si ritrova ad aspettare invano l’arrivo di Isabella all’interno di una locanda di Dresda dove è coinvolto in una movimentata e iperbolica orgia con la cantante Astrodi e la gobba Susanna a cui si uniscono gli altri ospiti.
Al teatro dell’Opera di Dresda, Casanova assiste all’esibizione di una compagnia di cui fa parte la cantante Astrodi. Alla fine dello spettacolo, in un teatro ormai vuoto, scorge nei loggioni una figura familiare che lo chiama sussurrandone il nome; così Casanova incontra, dopo diversi anni, sua madre che vive a Dresda con una pensione di 400 talleri, grazie all’interessamento del principe. Casanova le promette di andare a farle visita ma, al momento del congedo, si accorge di non averle chiesto nemmeno l'indirizzo della sua attuale abitazione.

Leda Lojodice interpreta la bambola meccanica

Nel castello del duca di Württemberg, dove si reca in cerca di un impiego diplomatico, Casanova è attratto da Rosalba, una bambola meccanica con le fattezze di una giovane donna. Al termine di una danza rituale, Casanova adagia la bambola su un letto a baldacchino e ha con questa un rapporto amoroso dove l’estasi e la soddisfazione dell'avventuriero veneziano si contrappongono alla freddezza della gestualità della sua partner meccanica.
Casanova, oramai anziano, ricopre la carica di bibliotecario in Boemia presso il castello Dux, di proprietà del conte Waldstein, lamentandosi quotidianamente del trattamento subito dal personale del castello, in particolare dal maggiordomo Faulkircher e dal suo intimo amico Vidarol. Alla fine ciò che gli resta è ritirarsi nella sua stanza a sognare di rincorrere i fantasmi del passato e a immaginare un ultimo ballo con Rosalba, la bambola meccanica, nella sua amata Venezia.

## Il film
Il film venne girato completamente all'interno del teatro di posa numero 5 di Cinecittà, in cui furono ricreate l'atmosfera e le luci del XVIII secolo. Un'operazione opposta a quella fatta nel coevo Barry Lyndon di Stanley Kubrick, che invece fu girato totalmente in esterno. Fellini dichiarò: «Kubrick ha dilatato il Settecento in inquadrature vastissime, io invece ho fatto l'operazione inversa: l'ho compresso in ambienti piccoli».
L'accurata fattura dei costumi dell'epoca, sontuosi e surreali, valsero il Premio Oscar nel 1977 a Danilo Donati.
Il film si basa su Histoire de ma vie del Casanova. Molti passaggi sono riportati tali e quali dai racconti autobiografici del Casanova, e il film ne rispetta lo spirito e i dati storici. Ce ne dà la conferma il personaggio di Casanova, per il quale Fellini, dopo una lunga ricerca, scelse Donald Sutherland. Infatti, il viso dell'attore è stato rifatto per intero, per farlo assomigliare il più possibile al famoso ritratto del vero Casanova, un disegno del suo profilo fatto a matita, eseguito dal fratello Francesco, che rimane sicuramente il ritratto più attendibile di Giacomo.
(Federico Fellini, Fare un film, p. 176)

## Produzione
Il film ebbe una gestazione lunghissima, molto di più dei consueti nove mesi di lavorazione felliniani, oltreché abbastanza travagliata.
Il film si sarebbe dovuto inizialmente girare nell'estate del 1973, sotto la produzione di Dino De Laurentiis, ma Fellini volle posticipare d'un anno l'inizio effettivo della produzione, in maniera tale da studiarsi molto più approfonditamente del solito il piano di lavoro di quello che, nelle sue intenzioni, doveva essere il suo capolavoro. Nel maggio dell'anno seguente Fellini ammise poi in un diramato dell'Ansa che con De Laurentiis erano sopraggiunti dei problemi, in particolare per l'assegnazione del ruolo del Casanova, cui il celebre produttore premeva affinché fosse affidato a Robert Redford, e per il fatto di girare la pellicola interamente in lingua inglese. Alla fine, il 31 luglio di quello stesso anno, De Laurentiis annullò il progetto, ufficialmente per via d'un eccessivo sforamento sui tempi ma in realtà, secondo altri, a causa dei costi diventati ormai fin troppo onerosi.
Ad agosto il progetto fu quindi rilevato dalla Cineriz di Angelo Rizzoli che, tuttavia, il 10 gennaio del  1975 giunse anch'essa a rinunciarvi a causa della loro impossibilità a sostenervi i costi, ammontanti a ben 9 milioni di dollari americani. In quello stesso febbraio, infine, la produzione passò definitivamente alla PEA - Produzioni Europee Associate di Alberto Grimaldi, che chiese però a Fellini di girare il tutto nei suoi studi di Londra e perdipiù in inglese (riecheggiando così la vecchia richiesta di De Laurentiis). Fellini ottenne di poter girare - come per lui di consueto - a Cinecittà, ma non riuscì a spuntarla sulla questione della lingua (anche se dal labiale si vede che alcuni degli attori minori, ma anche Tina Aumont: qui non doppiata, recitano in italiano ma, d'altronde, Fellini non operò mai in presa diretta).
Il 21 luglio iniziarono dunque le riprese, che si sarebbero dovute svolgere nell'arco di 26 settimane, ma intorno a Ferragosto la gran parte dei negativi venne trafugata dagli stabilimenti Technicolor di Cinecittà assieme a delle pizze di Salò o le 120 giornate di Sodoma di Pier Paolo Pasolini e Un genio, due compari, un pollo di Damiano Damiani, che si stavano girando in quello stesso periodo. Fellini se ne disse "rovinato", anche perché le scene trafugate comprendevano i master girati con la gigante americana Sandy Allen, per cui una sua ulteriore convocazione in Italia per rigirarle daccapo avrebbe comportato non pochi problemi organizzativi, tra i quali anche lo smontaggio e l'adattamento dei sedili dell'aereo di linea a spese della produzione. L'episodio, di per sé alquanto misterioso, anche se s'è sempre pensato che il furto fosse indirizzato più a danneggiare Pasolini che gli altri due cineasti, si risolse fortunatamente da solo nel maggio del 1976, quando quasi tutto il materiale fu ritrovato intonso nella stessa Cinecittà.
Intanto, il film conobbe una nuova battuta d'arresto quando, il 16 dicembre, la produzione sospese le riprese e, il 21, licenziò tutta la troupe. La scelta fu motivata da Grimaldi dal fatto che il film, anziché risultare già completo con una spesa rientrante sui 4,2 miliardi di Lire come pattuito, era giunto in quel periodo ad uno stato di completamento d'appena il 60% e con uno sforamento di altri seicento milioni sul suo costo massimo. Trattando dunque sui termini per la ripresa dei lavori, Grimaldi si disse disposto ad investire un ulteriore miliardo per rimettere in moto la produzione a patto però che vi si operassero dei tagli sui costi e la tabella di marcia. Fellini reagì alquanto negativamente alla proposta del produttore, scorgendovi un'implicita accusa di negligenza ed inaffidabilità nei propri confronti, per cui accusò lo stesso Grimaldi d'esser venuto meno ai patti, avendo interrotto coattamente le riprese prima del 21 gennaio 1976 (data ufficiale dell'ultimo ciak), e sostenendo inoltre che il dilatarsi dei tempi di lavorazione era dovuto al concomitante avvicendarsi d'uno sciopero delle maestranze e d'un improvviso malore del protagonista che, oltre ad altre deficienze organizzativo-amministrative attribuibili a sua detta alla sola produzione, di fatto bruciarono ben quattro settimane di riprese; quanto allo sforamento dei costi Fellini, in quanto autore accreditato e non produttore associato, se ne dichiarò del tutto estraneo. L'accesa polemica fra regista e produttore proseguì perciò a distanza nei giorni seguenti sui media, finché Fellini non si decise a trascinare Grimaldi in tribunale.
Il 28 gennaio 1976 fu infine trovato un accordo: Grimaldi avrebbe ulteriormente investito 1,2 miliardi di lire e gli attori sarebbero stati riconvocati a fine febbraio per terminare la lavorazione del film entro otto/nove settimane. Il film venne ripreso dunque il 23 marzo e le riprese si conclusero ufficialmente il 21 maggio 1976..
Il 1º dicembre il film ebbe il nulla osta della censura col divieto ai minori 18 anni e il 10 arrivò nelle sale di Roma e Milano.

### Cast
Per il ruolo di protagonista, per il quale Fellini era in cerca di un «vitellone invecchiato», la scelta fu lunga ed elaborata; i giornali dell'epoca riportarono numerosi nomi, tra cui Michael Caine (sul quale sembrava essersi inizialmente appuntata la scelta), Tom Deal (un attore di cabaret), Michel Piccoli e Jack Nicholson. Alberto Sordi, da sempre desideroso di lavorare con Fellini dopo tanti anni dalla loro ultima collaborazione, si candidò per la parte, arrivando addirittura a presentarsi ai provini truccato e vestito secondo la moda del secolo, mentre Fellini tenne a lungo in considerazione l'idea di affidare il ruolo a Gian Maria Volonté, cambiando poi idea per contrasti ed incompatibilità artistiche e caratteriali. Christian De Sica nella sua autobiografia intitolata Figlio di papà ha dichiarato che Federico Fellini in seguito decise di affidare il ruolo a lui, che accettò, ma per motivi ignoti il produttore rigettò la proposta. 
Alla fine fu scelto Donald Sutherland, che Fellini ebbe modo d'incontrare a Parma, mentre questi era impegnato nelle riprese del film Novecento di Bernardo Bertolucci.
I due, però, si erano conosciuti già svariato tempo prima, nel 1970, sul set de Il mondo di Alex (Alex In Wonderland) di Paul Mazursky, nel quale Sutherland ricopriva il ruolo di protagonista, un giovane regista statunitense che si reca a Roma per incontrare il suo idolo artistico, appunto Fellini; la gustosa scena dell'incontro tra i due si svolge all'interno di una sala di montaggio di Cinecittà, dove Fellini stava montando il suo ultimo film, I clowns: l'attore si scioglie in mille complimenti esternando la sua ammirazione, mentre il regista riminese deve subito liquidarlo a causa degli impegni di lavoro.
(Federico Fellini)

## Colonna sonora
La colonna sonora originale fu composta da Nino Rota. Questo l'elenco dei brani:
1. O Venezia, Venaga, Venusia
2. L'uccello magico
3. A pranzo dalla marchesa Durfé
4. The Great Mouna
5. Canto della Buranella (Andrea Zanzotto, N. Rota)
6. L'uccello magico a Parigi
7. "L'intermezzo" della mantide religiosa (Antonio Amurri, N.Rota)
8. Pin Penin
9. L'uccello magico a Dresda (K.A. Wolken, N. Rota)
10. Ricordo di Henriette
11. L'uccello magico a Roma
12. Il Duca di Wurtenberg (K.A. Wolken)
13. La Poupèe automate

## Critica
(Morando Morandini)

## Riconoscimenti
- 1977 - Premio Oscar
  - Migliori costumi a Danilo Donati

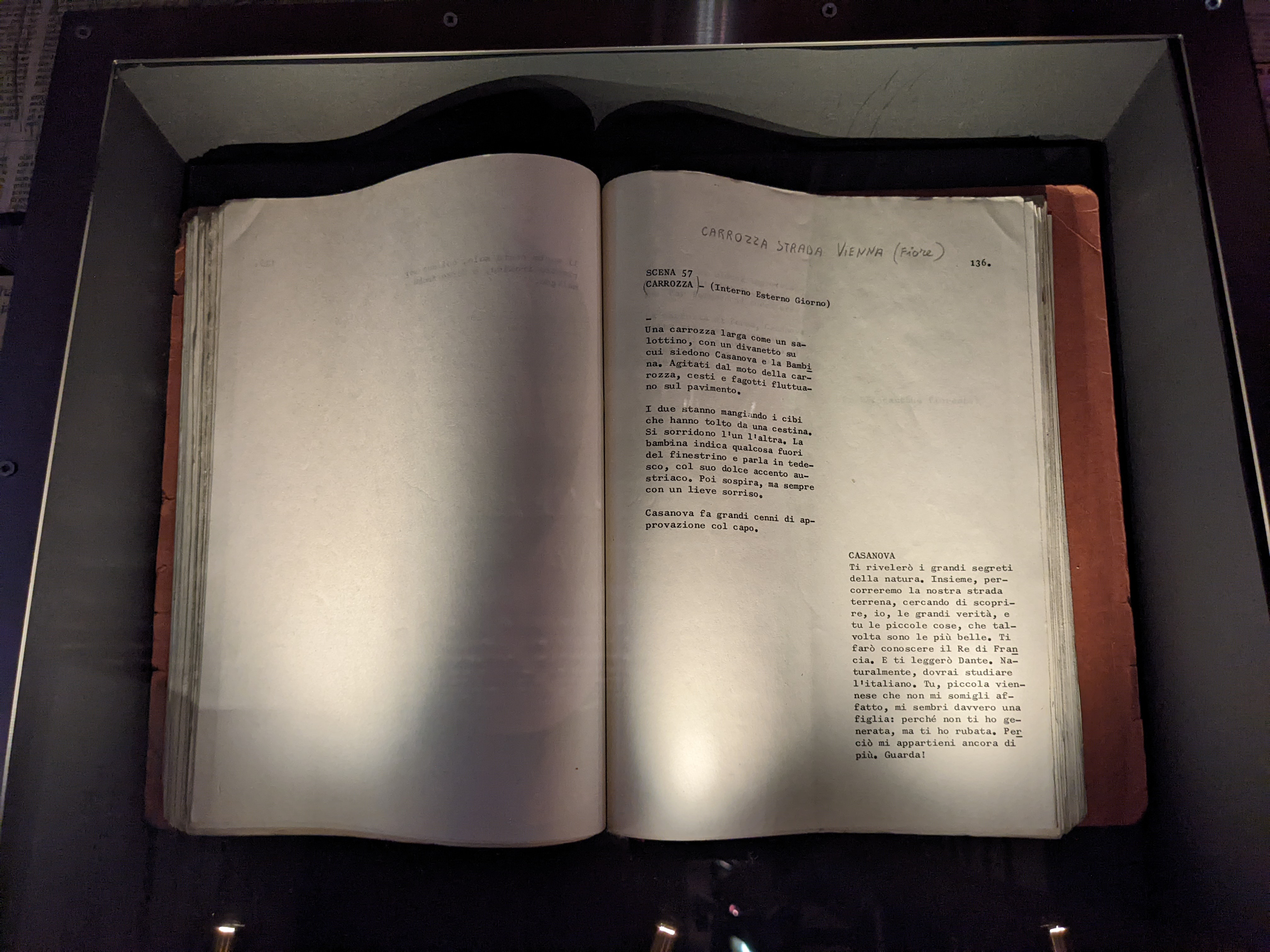
Sceneggiatura scritta da Federico Fellini e Bernardino Zapponi (da Storia della mia vita di Giacomo Casanova). Nomination all'Oscar per la miglior sceneggiatura non originale. Museo nazionale del cinema, Torino.

  - Candidato a Migliore sceneggiatura non originale a Federico Fellini e Bernardino Zapponi
- 1977 - David di Donatello
  - Migliore colonna sonora a Nino Rota
- 1977 - Nastro d'argento
  - Miglior fotografia a Giuseppe Rotunno
  - Miglior scenografia a Danilo Donati
  - Migliori costumi a Danilo Donati
  - Candidato a Migliore sceneggiatura a Federico Fellini e Bernardino Zapponi
- 1978 - British Academy Film Award
  - Migliore scenografia a Danilo Donati e Federico Fellini
  - Migliori costumi a Danilo Donati
  - Candidato a Migliore fotografia a Giuseppe Rotunno